# Aichenzell
Aichenzell (fränkisch: Achezell) ist ein Gemeindeteil der Stadt Feuchtwangen im Landkreis Ansbach (Mittelfranken, Bayern). Die Gemarkung Aichenzell hat eine Fläche von 16,686 km². Sie ist in 1714 Flurstücke aufgeteilt, die eine durchschnittliche Fläche von 9584,11 m² haben. In ihr liegen neben dem namensgebenden Ort die Gemeindeteile Esbach, Hammerschmiede, Herrnschallbach, Höfstetten, Kaltenbronn, Mögersbronn, Sommerau, Überschlagmühle, Walkmühle, Winterhalten und Zehdorf.

## Geographie
Das Dorf liegt an der Sulzach und am Überschlagbach, der dort als rechter Zufluss in die Sulzach mündet. Im Süden grenzt das Breitfeld an. Eine Gemeindeverbindungsstraße führt nach Feuchtwangen (0,2 km nördlich) bzw. nach Herrnschallbach (1 km südöstlich).

## Geschichte
Aichenzell wurde wie alle übrigen -zell-Orte (Leiperzell, Seiderzell, Bergnerzell und Rammerzell) vom Kloster Feuchtwangen angelegt und von diesem verwaltet. Da es 1197 in ein Säkularkanonikerstift umgewandelt wurde, muss die Gründung von Aichenzell vor 1197 erfolgt sein.
1560 brannte Aichenzell ab, wobei sieben Kinder im Feuer umkamen.
Aichenzell lag im Fraischbezirk des Ansbachischen Oberamtes Feuchtwangen. 1732 bestand der Ort aus zehn Anwesen. Das Oberamt war Grundherr über acht Anwesen (Stiftsverwalteramt Feuchtwangen: 2 Höfe, 4 Güter; Kastenamt Feuchtwangen: 1 Köblersgut; Stadtvogteiamt Feuchtwangen: 1 Gut). Zwei Güter waren ein Freieigen der Familie Schemel. Außerdem gab es noch ein Gemeindehirtenhaus. An diesen Verhältnissen hatte sich bis zum Ende des Alten Reiches nichts geändert. Von 1797 bis 1808 unterstand der Ort dem Justiz- und Kammeramt Feuchtwangen.
1806 kam Aichenzell zum Königreich Bayern. Mit dem Gemeindeedikt (frühes 19. Jahrhundert) wurde der Steuerdistrikt Aichenzell gebildet. Zu diesem gehörten Esbach, Hammerschmiede, Herrnschallbach, Höfstetten, Kaltenbronn, Mögersbronn, Sommerau, Überschlagmühle, Walkmühle, Winterhalten und Zehdorf. Zugleich entstand die Ruralgemeinde Aichenzell, die deckungsgleich mit dem Steuerdistrikt war. Sie  war in Verwaltung und Gerichtsbarkeit dem Landgericht Feuchtwangen und in der Finanzverwaltung dem Rentamt Feuchtwangen zugeordnet (1919 in Finanzamt Feuchtwangen umbenannt). Ab 1862 gehörte Aichenzell zum Bezirksamt Feuchtwangen (1939 in Landkreis Feuchtwangen umbenannt) und von 1943 bis 1973 zum Finanzamt Dinkelsbühl, seit 1973 zum Finanzamt Ansbach. In der Gerichtsbarkeit blieb das Landgericht Feuchtwangen zuständig (1879 in Amtsgericht Feuchtwangen umbenannt), seit 1973 ist es das Amtsgericht Ansbach. Die Gemeinde hatte 1964 eine Gebietsfläche von 16,739 km². Im Zuge der Gebietsreform in Bayern wurde sie am 1. Januar 1972 nach Feuchtwangen eingemeindet.

## Einwohnerentwicklung
Gemeinde Aichenzell
| Jahr      | 1818  | 1840   | 1852   | 1855   | 1861   | 1867   | 1871   | 1875   | 1880   | 1885   | 1890   | 1895   | 1900   | 1905   | 1910   | 1919   | 1925   | 1933   | 1939   | 1946   | 1950   | 1952   | 1961   | 1970   |
| Einwohner | 468   | 574    | 561    | 567    | 586    | 567    | 564    | 541    | 583    | 536    | 524    | 534    | 519    | 523    | 512    | 507    | 519    | 498    | 477    | 669    | 665    | 593    | 470    | 486    |
| Häuser    | 92    | 98     |        |        |        |        | 101    |        |        | 104    | 102    |        | 100    |        |        |        | 94     |        |        |        | 96     |        | 96     |        |
| Quelle    | [ 9 ] | [ 15 ] | [ 16 ] | [ 16 ] | [ 17 ] | [ 18 ] | [ 19 ] | [ 20 ] | [ 21 ] | [ 22 ] | [ 23 ] | [ 16 ] | [ 24 ] | [ 16 ] | [ 25 ] | [ 16 ] | [ 26 ] | [ 16 ] | [ 16 ] | [ 16 ] | [ 27 ] | [ 16 ] | [ 11 ] | [ 28 ] |

Ort Aichenzell
| Jahr      | 001818 | 001840 | 001861 | 001871 | 001885 | 001900 | 001925 | 001950 | 001961 | 001970 | 001987 |
| Einwohner | 55     | 91     | *81    | 78     | 58     | *71    | *71    | *98    | *82    | 81     | 55     |
| Häuser    | 11     | 10     |        |        | 12     | *14    | *13    | *15    | *17    |        | 16     |
| Quelle    | [ 9 ]  | [ 15 ] | [ 17 ] | [ 19 ] | [ 22 ] | [ 24 ] | [ 26 ] | [ 27 ] | [ 11 ] | [ 28 ] | [ 1 ]  |

## Religion
Der Ort ist seit der Reformation evangelisch-lutherisch geprägt und bis heute nach St. Johannis (Feuchtwangen) gepfarrt. Die Einwohner römisch-katholischer Konfession sind nach St. Ulrich und Afra (Feuchtwangen) gepfarrt.